# Steve Hutchinson
Steven J. Hutchinson (Fort Lauderdale, 1º novembre 1977) è un ex giocatore di football americano statunitense che ha giocato nel ruolo di offensive guard per Seattle Seahawks, Minnesota Vikings e Tennessee Titans nella National Football League (NFL). Fu scelto nel corso del primo giro (17º assoluto) del Draft NFL 2001 dai Seahawks. Al college ha giocato a football all’Università del Michigan venendo premiato come All-American. Nel 2020 è stato introdotto nella Pro Football Hall of Fame.

## Carriera professionistica

### Seattle Seahawks
Hutchinson fu scelto nel corso del primo giro del Draft 2001 dai Seattle Seahawks. Nella sua stagione da rookie disputò tutte le 16 gare come titolare. Dopo aver disputato quattro sole gare per infortunio nella stagione 2002, nella sua terza annata Steve ottenne la sua prima convocazione per il Pro Bowl, la prima di 7 consecutive. Nei suoi anni coi Seahawks, Hutchinson e Walter Jones formarono una formidabile linea offensiva che permise tra l'altro al running back Shaun Alexander nel 2005 di stabilire l'allora record NFL con 28 touchdown segnati in una stagione. Sempre nel 2005, in quella che fu la sua ultima stagione Seattle, Steve raggiunse il Super Bowl XLV perso contro i Pittsburgh Steelers. Nel marzo 2006, il giocatore divenne free agent.

### Minnesota Vikings

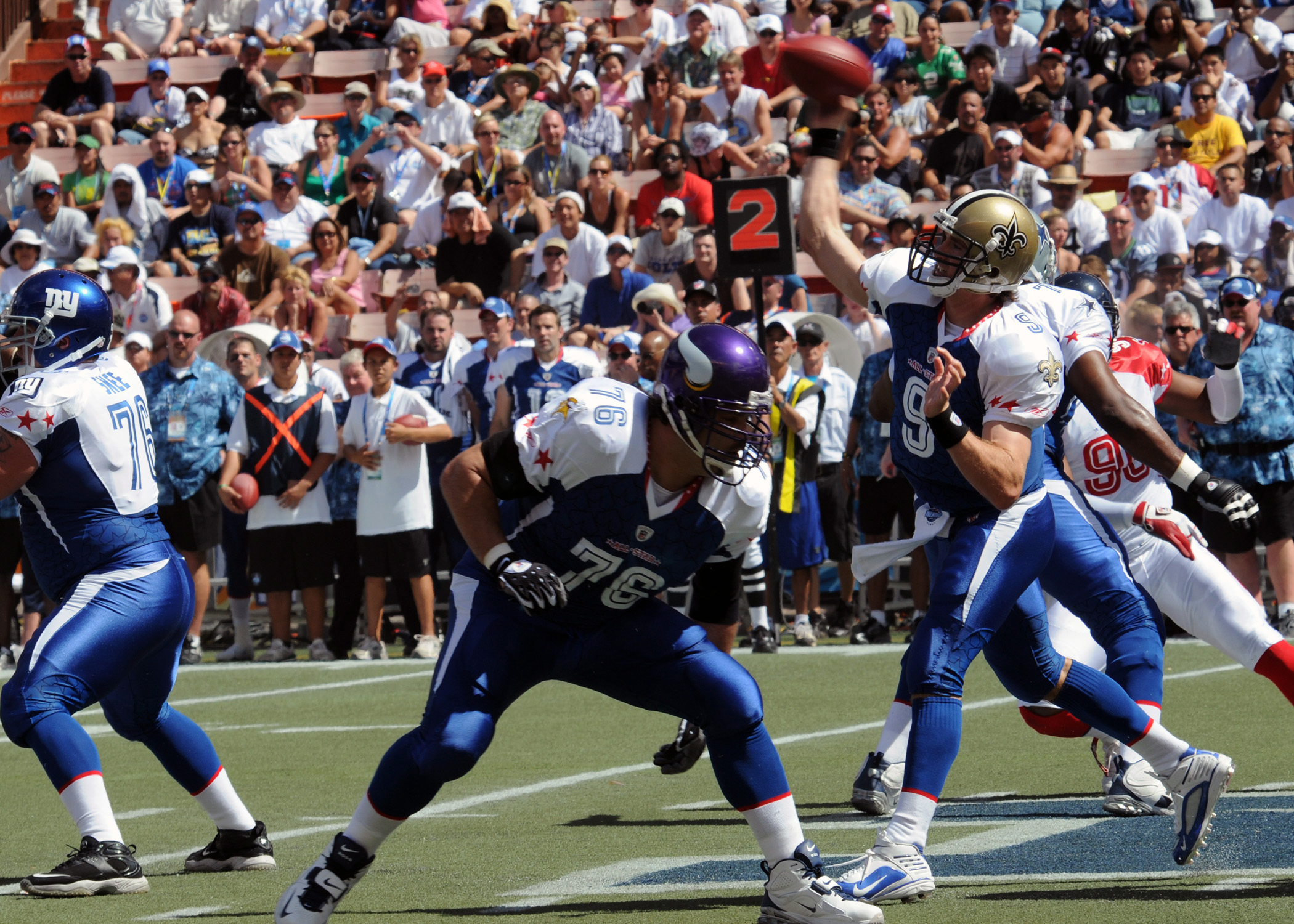
Hutchinson al Pro Bowl 2009.

Hutchinson firmò allora un contratto di 7 anni per 49 milioni di dollari coi Minnesota Vikings. Con la nuova si mantenne sugli elevati standard dei primi anni, venendo convocato per il Pro Bowl e venendo inserito nella formazione ideale della stagione All-Pro per altri quattro anni consecutivi.
Dopo 48 partite come titolare consecutive, il 21 dicembre 2010 Hutchinson fu inserito in lista infortunati dai Vikings, terminando poi anche la stagione 2011 in lista riserve. Fu svincolato dai Vikings il 10 marzo 2012.

### Tennessee Titans
Il 15 marzo 2012, Hutchinson firmò un contratto triennale coi Tennessee Titans. Nella sua unica stagione con la squadra disputò 12 partite come titolare. Il 12 marzo 2013 annunciò il proprio ritiro.

## Palmarès

### Franchigia
- National Football Conference Championship: 1

Seattle Seahawks: 2005

### Individuale
- Convocazioni al Pro Bowl: 7

2003, 2004, 2005, 2006, 2007, 2008, 2009
- First-team All-Pro: 6

2003, 2005, 2006, 2007, 2008, 2009
- Second-team All-Pro: 1

2004
- PFWA All-Rookie Team - 2001
- Formazione ideale della NFL degli anni 2000
- Formazione ideale del 35º anniversario dei Seahawks
- 50 migliori giocatori del 50º anniversario dei Seahawks
- I 50 migliori Vikings
- Pro Football Hall of Fame (classe del 2020)